# Les hores del dia
Les hores del dia (títol original en castellà, Las horas del día) és una pel·lícula espanyola dirigida per Jaime Rosales, estrenada el 2003. Aquesta pel·lícula ha estat doblada al català.
Aquest drama psicològic guanyador de premis va ser el primer treball com a director del cineasta Jaime Rosales i explica la història d'un jove que cau sota el pes de la seva vida monòton. Alex Brendemuhl interpreta Abel, un company pel que sembla una mica amanerat. Els dies d'Abel són virtualment indistigibles els uns dels altres, amb molt de temps ocupat en el negoci de la seva família. Finalment, la manca de canvi el trastorna i reacciona amb vici i brutalitat. El guió el van escriure el dramaturg i guionista Enric Rufas conjuntament amb Rosales.

## Argument
L'Abel (Àlex Brendemühl) és propietari d'una botiga de roba del Prat de Llobregat, que no té massa èxit. La seva vida és absolutament monòtona, viu amb la seva mare (María Antonia Martínez), té una parella (Àgata Roca), que a poc a poc s'avorreix d'ell, perquè no té cap inquietud. Tan sols hi ha quelcom que el fa diferent: l'Abel és un assassí en sèrie.

## Repartiment
- Alex Brendemühl
- Àgata Roca
- María Antonia Martínez
- Pape Monsoriu
- Vicente Romero
- Irene Belza
- Anna Sahun
- Isabel Rocatti
- Armando Aguirre
- Pedro Moya

## Premis
- Premi FIPRESCI de la Quinzena de Realitzadors del Festival de Cannes 2003
- Nominació Millor Opera Prima per l'Acadèmia del cinema europeu. (Premi Fassbinder)
- 2 Nominacions als premis Goya a la Millor Direcció Novella i Millor Guió Original
- Premi Millor Director Festival d'Òperes Primes de Tudela
- Premi Millor Pel·lícula Festival de Cinema Jove d'Albacete
- Premi Millor Director Novell per l'Associació de Directors Cinematogràfics d'Espanya (ADIRCE)
- Premi Millor Director Novell i Millor Actor (Alex Brendemühl) pel Col·legi de Directors de Catalunya (Premi Barcelona 2003)
- Premi Millor Pel·lícula per l'Associació de Crítics Cinematogràfics de Catalunya
- Premi Millor Pel·lícula Espanyola al Festival de Cinema Fantàstic d'Estepona
- Premi Especial del Jurat al Festival de Cinema Independent de Buenos Aires (BAICI)

## Crítica
"Un retrat tan anodí com exasperant (...) El mèrit es suporta entre el pols ferm i la gosadia narrativa de Rosales i el talent, la intuïció, de Brendemühl (...)."